# Транснептунов обект
Транснептунов обект (ТНО) е обобщаващ термин за обекти, които се намират в Слънчевата система, но обикалят около Слънцето отвъд орбитата на Нептун. Такива обекти принадлежат към Пояса на Кайпер, Разредения диск или Облака на Оорт. Включват малки скалисти или ледени обекти, както и комети.
Такива обекти са Плутон, Хаумея, Кваоар, Макемаке, Ерида, Седна и др. Общият им брой не е известен, но вероятно са десетки до стотици хиляди или дори милиони, като повечето са значително по-малки от примерите, посочени по-горе.

## Пространствено разпределение
На диаграмата са показани големите полуоси и орбитите на ТНО (включително обектите на Пояса на Кайпер). Кентаврите са поставени от лявата страна за сравнение. Резонантните обекти са маркирани в червено.
Към 26 май 2008 г. са известни 1077 обекта от транснептуновия пояс, които могат да бъдат разделени на три категории:
- Резонансни обекти: образуват орбитален резонанс 1:2, 2:3, 2:5, 3:4, 3:5, 4:5 или 4:7 спрямо Нептун. Обектите с резонанс 2:3 се наричат плутино, на името на най-известния представител, Плутон. Резонансните обекти обекти периодично се приближават по-близко до Слънцето, пресичайки орбитата на Нептун. Към 2005 г. са известни около 150 плутино и 22 други резонансни обекта. Смята се, че плутино съставляват между 10 % и 20 % от общия брой обекти в пояса на Кайпер и по този начин общият брой на плутино с диаметър над 100 km е над 30 000.[1]
- Класически обекти: имат приблизително кръгови орбити с лек наклон, не са свързани с движението на планетите. Такива обекти понякога се наричат кюбиуано след първия представител, 1992 QB1. През 2004 г. са известни 524 такива обекта. Кюбиуано формират централната част на пояса на Кайпер.[1]
- Разпръснати обекти: имат голям орбитален ексцентрицитет и в афелий могат да се отдалечат на няколкостотин астрономически единици от Слънцето. Разположени са във външната част на пояса. Известни са около 100 от тях, като общият им брой се приема приблизително равен на 10 000.[2] В много публикации обектите с разпръснати дискове се разглеждат като отделно семейство транснептунови обекти, които не са включени в пояса на Кайпер.